# 大池良平
大池 良平（おおいけ りょうへい、1945年（昭和20年）3月6日 - ）は、日本の政治家。元愛知県江南市長。

## 経歴
江南市古知野町古渡（名鉄江南駅西方）出身。1963年（昭和38年）愛知県立安城農林高等学校卒業。1980年（昭和55年）江南市土地改良区理事、1984年（昭和59年）江南青年会議所理事長、のち江南市議会議員を経て、1991年（平成3年）4月に江南市長に当選し、3期務めた。2003年の江南市長選には出馬せず、3期で勇退。江南市議の堀元を後継とし、連日応援演説を繰り返すなど最後まで全面支援した。選挙の結果、堀が次代の江南市長となった。
ほか、1966年（昭和41年）4月から約20年間に渡り消防団分団長などを歴任した。